# Karl Schapper (Arbeiterführer)
Karl Hermann Christian Friedrich Schapper (* 30. Dezember 1812 in Weinbach; † 28. April 1870 in London) gehörte zu den bedeutendsten deutschen Arbeiterführern des Vormärz.

Karl Schapper

## Leben
Schapper wurde am 30. Dezember 1812 als Sohn des Pfarrers Carl Conrad Christian Schapper (1779–1845) und der Hausfrau Charlotte (geb. Cesar) in Weinbach (1780–1814) geboren. Nach dem Abschluss der Elementarschule besuchte er zwischen 1828 und 1831 das „herzoglich nassauische Landesgymnasium“ in Weilburg, um im Anschluss ein forstwirtschaftliches Studium in Gießen zu beginnen, das er wegen seiner Mitgliedschaft in der Gießener Burschenschaft (er war 1831 Mitglied der Alten Burschenschaft Germania Gießen geworden) sowie der Beteiligung am Frankfurter Wachensturm und der darauffolgenden, nur kurz unterbrochenen Flucht ins Exil nicht beendete. Schapper starb am 28. April 1870 an den Folgen einer Lungentuberkulose. Sein Bruder war August Friedrich Theodor Schapper (1814–1814). Seine Stiefmutter war Johanna Charlotte Philippine Ebhardt (gest. 1853). Seine Halbbrüder waren Ferdinand Friedrich Karl Schapper (1816–1897) und Georg Friedrich Karl August Schapper (geb.1818).

## Politische Betätigung

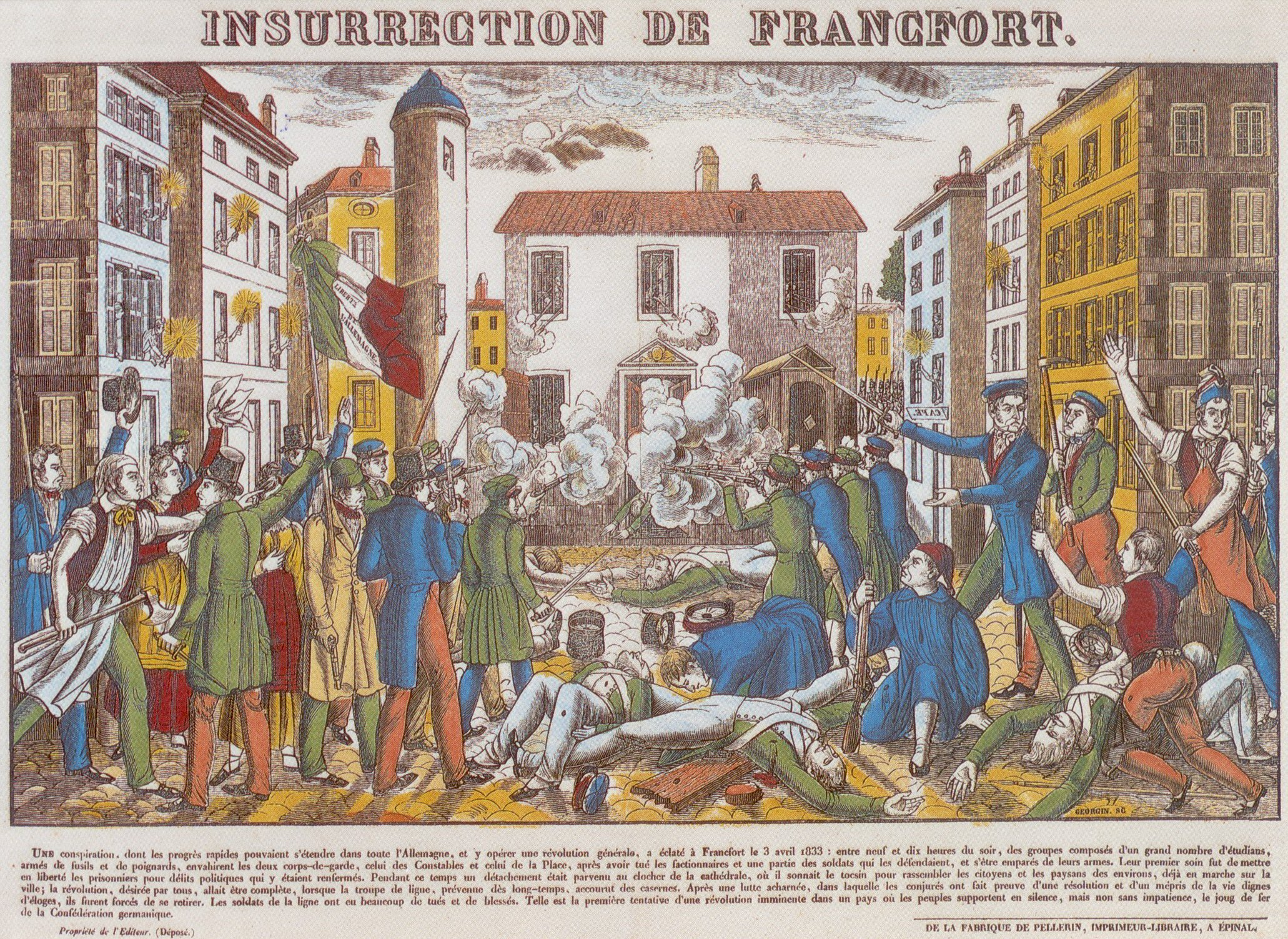
Zeitgenössischer Kupferstich zum Frankfurter Wachensturm

Karl Schapper betätigte sich früh politisch und trat unmittelbar nach Beginn seines Studiums der Gießener Burschenschaft bei. Diese tat sich durch Forderungen nach nationaler Einheit und einer umfassenden Demokratisierung Deutschlands hervor und war unter Beteiligung Schappers in den Frankfurter Wachensturm involviert. Wie viele seiner Mitstreiter wurde Schapper nach diesem Angriff auf den Frankfurter Bundestag inhaftiert. Unter Mithilfe einzelner Gefängniswärter gelang ihm nach dreimonatiger Haft zunächst die Flucht aus der Haftanstalt und im Januar 1834 die Reise ins schweizerische Exil, wo er wegen seiner Beteiligung an Giuseppe Mazzinis bewaffnetem Angriff auf Savoyen erneut für sechs Monate in Haft kam. Nach seiner Freilassung arbeitete Schapper als Förster im Raum Bern und engagierte sich im Jungen Deutschland, einem deutschen Arbeiterverein. Wegen dieser politischen Einflussnahme wurde Schapper zunächst aus dem Kanton Bern und im Jahre 1836 schließlich aus der gesamten Schweiz ausgewiesen. Zu Schappers Freundeskreis im Exil gehörte der Vormärzpolitiker Georg Fein.
Noch im gleichen Jahr seiner Ausweisung aus der Schweiz stieß Schapper zum französischen Jungen Deutschland und dem Bund der Gerechtigkeit in Paris und profilierte sich schnell als intellektueller Vordenker. Seine zunehmend radikaleren Forderungen führten dazu, dass er nach kurzer Haft 1840 aus Frankreich ausgewiesen wurde und nach London übersiedelte. Hier gründete er noch im selben Jahr neben anderen Vereinen die englische Sektion des Bundes der Gerechtigkeit, die mit Mitgliedern wie Wilhelm Weitling, Karl Marx und Friedrich Engels schnell die Führung des gesamten Bundes übernahm. Zusätzlich wurde Schapper Vorsitzender des Kommunistischen Korrespondenzkomitees und organisierte 1848 die Korrektur und den Druck des Kommunistischen Manifests.
Wie die meisten seiner Mitstreiter kehrte Karl Schapper mit Beginn der revolutionären Unruhen im Jahre 1848 nach Deutschland zurück. Hier übernahm er (Stellvertreter) zusammen mit Joseph Maximilian Moll (Vorsitz) zunächst die Leitung des Kölner Arbeitervereins und wurde Mitglied der Kölner Bürgerwehr. In der Folge der Septemberunruhen wurde er 1848 kurzzeitig inhaftiert, dann aber wieder auf freien Fuß gesetzt. Als Reaktion darauf verließ Schapper Köln und engagierte sich in der nassauischen Demokratenbewegung, ehe er nur wenige Monate später wegen seiner massiven Kritik an der von der Frankfurter Nationalversammlung ausgearbeiteten Verfassung zunächst in Wiesbaden für acht Monate inhaftiert, in einem Hochverratsprozess freigesprochen und später dennoch aus Deutschland ausgewiesen wurde (siehe hierzu Idsteiner Demokratenkongress).
Schapper zeigte sich vom Scheitern der Revolution massiv enttäuscht und zog sich wieder nach London zurück. Hier verdingte er sich beinahe mittellos als Sprachlehrer und zerstritt sich aufgrund unterschiedlicher Ansichten mit Karl Marx. Auf eigenen Wunsch wurde er im Juli 1862 britischer Staatsbürger. Nach einer Versöhnung im Jahre 1856 arbeitete Schapper im Londoner Arbeiterbildungsverein und wurde am 25. April 1865 auf Vorschlag von Karl Marx in den Generalrat der Internationalen Arbeiterassoziation gewählt.